# براندون ديفيدسون
براندون ديفيدسون هو لاعب هوكي الجليد كندي، ولد في 21 أغسطس 1991 في ليثبريدج في كندا.

## وصلات خارجية
- براندون ديفيدسون على موقع دوري الهوكي الوطني (الإنجليزية)
- براندون ديفيدسون على موقع EliteProspects.com (الإنجليزية)
- براندون ديفيدسون على موقع HockeyDB.com (الإنجليزية)
- براندون ديفيدسون على موقع Hockey-Reference.com (الإنجليزية)